# ورم حبيبي عقيم وجهي مجهول السبب
الورم الحبيبي العقيم الوجهي مجهول السبب (بالإنجليزية: Idiopathic facial aseptic granuloma)‏ هو حالة جلدية تمتاز بعقيدة منفردة غير مؤلمة مزمنة تذكر بعقيدة حب الشباب تظهر على خدود الأطفال.:502 تستمر طويلا لكنها تشفى بشكل تلقائي.